# 442
442 (CDXLII) var ett normalår som började en torsdag i den julianska kalendern.

## Händelser

### Okänt datum
- Romarna undertecknar ett avtal med Geiserik och erkänner vandalernas erövringar i norra Africa.
- Domnus II efterträder sin farbror Johannes som patriark av Antiochia.

## Födda
- Placidia, kejsar Valentinianus III:s och Licinia Eudoxias andra och sista barn.
- Kejsarinnan Feng av Norra Wei

## Avlidna
- Johannes I, patriark av Antiochia.